# Emily Bett Rickards
Emily Bett Rickards (Vancouver, 24 de julho de 1991) é uma atriz canadense, mais conhecida por interpretar Felicity Smoak na série de televisão Arrow.

## Biografia
Nascida e criada no Canadá, Rickards é filha de uma psicóloga e um cirurgião ortopédico. Quando era bem pequena Emily já sabendo da carreira que queria seguir começou a frequentar aulas de teatro musical, dança e atuação. Então, depois de concluir o ensino médio, Rickards fez o curso Acting Essential Program na Vancouver Film School, ao completar o programa participou de uma audição aberta no qual ganhou um agente.

## Carreira
Apesar de uma curta carreira e pequenas participações em filmes, ela conseguiu se destacar por seu papel na série de TV americana Arrow, onde interpreta a super inteligente hacker, Felicity Smoak. O plano inicial para Rickards na série, era uma  participação de apenas dois episódios, mas devido ao seu talento e carisma, se tornou uma das protagonistas.
Participou do videoclipe da banda canadense Nickelback, na música "Never Gonna Be Alone..."    

## Filmografia
| Ano           | Filme                                 | Papel                        | Notas                                                                                 |
| ------------- | ------------------------------------- | ---------------------------- | ------------------------------------------------------------------------------------- |
| 2012          | Random Acts of Romance                | Atriz                        | Filme                                                                                 |
| 2012          | Flicka: Country Pride                 | Mary Malone                  | Filme                                                                                 |
| 2012-2020     | Arrow                                 | Felicity Smoak / Observadora | Elenco Principal                                                                      |
| 2013          | Soldiers of the Apocalypse            | Fourty                       | 8 episódios                                                                           |
| 2013          | Romeo Killer: The Chris Porco Story   | Lauren Philips               | Filme de TV                                                                           |
| 2014          | Cowgirls N' Angels 2: Dakota's Summer | Kristin Rose                 | Filme                                                                                 |
| 2014-presente | The Flash                             | Felicity Smoak / Observadora | Temporada 1, Episódios 4, 8 e 18 Temporada 2, Episódio 8 Temporada 3, Episódios 2 e 8 |
| 2015          | Brooklyn                              | Patty                        | Filme                                                                                 |
| 2017          | Legends of Tomorrow                   | Felicity Smoak / Observadora | Temporada 2, Episódios 7 e 16                                                         |